# 강승화
강승화(1984년 6월 21일~)는 대한민국의 아나운서다.

## 학력
- 상문고등학교 졸업
- 고려대학교 독어독문학과 졸업

## 경력
- 2008년 EBS 라디오 아나운서
- 2009년 OBS 경인TV 아나운서
- 2011년 EBS 아나운서
- 2012년 12월 KBS 39기 공채 아나운서
- KBS 제1라디오 서울본국 매시 시보자

## 스포츠 캐스터 경력
- 2018년 제23회 평창동계올림픽 KBS 캐스터
- 2020 도쿄 올림픽 캐스터
- KBO 리그 캐스터

## 진행 텔레비전 프로그램
| 연도        | 방송사   | 제목                     | 담당           | 진행기간                           | 비고                                                                                                |
| ----------- | -------- | ------------------------ | -------------- | ---------------------------------- | --------------------------------------------------------------------------------------------------- |
| 2014        | KBS대구1 | 시사라이브 7             | 진행           |                                    | |
| 2014        | KBS1     | KBS 오전 5시 뉴스        | 진행           |                                    | |
| 2015        | KBS1     | TV비평 시청자데스크      | 패널           |                                    | 시청자의 눈                                                                                         |
| 2015 ~ 2016 | KBS1     | 스포츠 이야기 운동화 2.0 | 진행           |                                    | |
| 2015 ~ 2016 | KBS1     | 안녕 우리말              | 출연           |                                    | |
| 2015        | KBS1     | 스카우트                 | 진행           | 2015년 5월 17일 ~ 2015년 12월 13일 | |
| 2016        | KBS2     | 비바! K리그              | 진행           |                                    | |
| 2017        | KBS2     | 비바! K리그              | 진행           |                                    | |
| 2016        | KBS1     | 이웃사이다               | 진행           |                                    | |
| 2016 ~ 2017 | KBS1     | 우리말 겨루기            | 임시진행       | 2016년 12월 26일 ~ 2017년 4월 10일 | |
| 2017        | KBS1     | 서가식당                 | 진행           |                                    | |
| 2018        | KBS1     | 아침마당                 | 출연           | 8월 6일                            | 《8176회 월요토크쇼 베테랑 - 아시안 게임 미리보기 스포츠 중계의 神과 함께》                         |
| 2023        | KBS1     | 아침마당                 | 출연           | 4월 3일 《                         | 9362회 월요토크쇼 명불허전 - KBS 아나운서들에겐 특별한 게 있다?! 》                                 |
| 2023        | KBS1     | 아침마당                 | 2인 1조 도전자 | 9월 1일                            | 《9469회(방송의 날 특집) 행복한 금요일 쌍쌍파티 - 엘로디 2인 1조》                                  |
| 2024        | KBS1     | 아침마당                 | 2인 1조 도전자 | 9월 20일                           | 9744회 행복한 금요일 쌍쌍파티 도전자(강승화 아나운서와 함께 짝을 이루어 2인 1조 도전자 출연할 예정) |
| 2018 ~ 2020 | KBS2     | 생방송 아침이 좋다       | 진행           | 2018년 9월 3일 ~ 2020년 7월 3일    | |
| 2019 ~      | KBS1     | TV쇼 진품명품            | 진행           |                                    | |
| 2019        | KBS1     | 생로병사의 비밀          | 출연           | 2019년 8월 14일                    | 《703회 - 간식, 독인가? 약인가?》                                                                   |
| 2020 ~ 2022 | KBS2     | 굿모닝 대한민국 라이브   | 진행           |                                    | 월요일 ~ 목요일                                                                                     |
| 2020 ~      | KBS2     | 2TV 생생정보             | 내레이션       |                                    | |
| 2021        | KBS2     | 지구촌 뉴스              | 임시진행       | 2021년 11월 8일                    | |
| 2022 ~ 2024 | KBS1     | 이웃집 찰스              | 진행           | 2022년 6월 7일 ~ 2024년 3월 19일   | |
| 2022 ~ 2025 | KBS2     | 2TV 생생정보             | 진행           | 8월 29일 ~ 2025년 3월 28일         | [ 2 ]                                                                                               |
| 2023        | KBS1     | 우리말 겨루기            | 참가자         | 2월 27일                           | <948회 공영방송 50주년 특집> - 박소현(42기) 아나운서와 팀을 이룸                                    |
| 2025 ~      | KBS1     | 6시 내고향               | 진행           | 4월 1일 ~ 현재                     | |

### 라디오
- KBS 제1라디오 《오늘 아침 1라디오》 : 2022년 5월 2일 ~ 2023년 3월 3일